# 泉州公交旅游3路
泉州公交旅游3路是中华人民共和国泉州市境内的一条公共交通线路，原名30路，全程28.5公里。起讫点为曾林村/经贸学院至东宏路首末站，运营时间为曾林村：6:25-18:40；经贸学院：18:40-21:00；东宏路首末站：6:05-21:30。

## 历史
- 2001年8月28日，泉州公交发展有限公司（公交集团前身）开通30路[2]。初期运行区间为清源山-新师院。初期运营时间为6:00-18:00[3]。初期使用车辆为15部华夏AC6750Q型无空调城市客车。
- 2004年6月20日，因坪山下穿道建设的影响，30路改道行驶津淮街-祥远路-丰泽街后至原线行驶[4]
- 2004年11月8日，自该日起30路清源山始发运营时间调整为6:20-17:00。并且17:10起改为至西湖公园始发终到至19:00，其它不变。[5]
- 2007年11月25日，30路更换为14部亚星JS6880C93H型空调柴油客车。[6]
- 2008年11月25日，泉州公交确定将30路定位为泉州公交省级精品线路[7]
- 2009年1月1日，30路更换为15部大金龙XMQ6106G型柴油城市客车
- 2009年10月1日，30路开通夜班服务，末班时间延长至泉州师院20:30、清源山21:30发车。
- 2010年12月，30路所有车辆拆除原有的三方牌报站器，改装为蓝斯调度终端并保留原有的三方制LED滚屏
- 2011年1月1日，30路启用泉通卡POS设备[8]，同日，30路开始实行无人售票制度[9]
- 2013年6月27日，30路自泉州师院延伸至海星小区始发终到，同时，取消行驶东滨路、格联通街等路段[10]
- 2016年11月28日，为迎接省运管局的精品线路检验检查[11]，30路与6路互换车辆，30路接手并更换自6路退下的13部金旅XML6105JHEV85CN型插电式LNG气电混合动力空调公交车，并同时接手自2路划拨而来的2部福达FZ6106UF63。
- 2017年6月5日，30路票价由分段计价¥2.0降为一票制¥1.0[12][13]
- 2017年11月，30路更换2部自8路调拨的大金龙XMQ6850AGBEVL型空调电动巴士进行纯电动车型试验性运行，并退下2部FZ6106UF63。
- 2018年1月3日，30路更换为17部金旅XML6855JEVW0C型空调电动巴士[14]
- 2018年7月，因对60路高峰期班次加密的需要[15]，逢工作日7:40、17:45各抽调30路1部XML6855JEVW0C套跑60路
- 2018年11月，受缺驾影响，30路高峰期不再套跑60路
- 2019年1月，30路接手并增加自K1路退下的3部XML6855JEVW0C，配车数达到20部
- 2020年11月10日，因海星街西段恢复双向通行。自该日起30路取消途径滨海街中段、府东路南段。双向恢复途径府西路、泉州行政中心，其他不变。[16][17]
- 2021年2月1日，因K607路开通需要[18]，30路划拨4部XML6855JEVW0C至K607路，配车数降为16部。
- 2021年7月16日，受城北快速路F匝道施工，北清东路剑影学校路段封闭影响。自该日起30路临时取消停靠北清东路中石油站，改为途径城北路、泉山路南段至花博园站后原线行驶。运营时间、票价不变。[19]
- 2022年1月1日，城北快速路F匝道完工通车，30路恢复途径北清东路中石油站，取消途径城北路、泉山路南段。[20]
- 2022年3月16日，因疫情防控要求暂停中心市区范围内所有公交线路运营。30路自当日首班起暂停运营至4月15日。[21]
- 2022年4月16日，30路恢复运营。临时取消停靠东海大街中段、医大二院东海院区、东海滨城、霞露口、法坊路口、宝珊花园、黎明大学、东海街道办事处、客运中心站东门、丰泽区行政服务中心等站点，运营时间临时调整为双向7:30-18:00。[22]
- 2022年4月18日，30路恢复停靠东海大街中段、医大二院东海院区、东海滨城、霞露口、法坊路口、宝珊花园、黎明大学、东海街道办事处、客运中心站东门、丰泽区行政服务中心等站，运营时间恢复为清源山6:45-21:30、海星小区首末站6:05-20:30[23]
- 2023年9月13日，因海星小区3期建设需要，原海星小区首末站地块收回并拆除。受此影响30路自该日起取消进入海星小区首末站，改为至东宏路首末站停放，上下客点临时调整至市政务服务中心。
- 2023年9月25日，30路自该日起正式调整至东宏路首末站始发终到，取消停靠市政务服务中心。并增停滨海公园大兴街、大兴街口、滨海公园府西路、滨海公园泉海路、滨海公园滨海街、滨海街口等站，其它不变。[24]
- 2023年11月1日，因优化调整。自该日起29路合并至30路运营。30路取消途径温陵北路、少林路、北清东路、泉山路、清源山。运营时间调整为曾林村6:25-18:40、经贸学院18:40-21:00、东宏路首末站：6:05-21:30。同日，29路原配16部XMQ6802AGBEVL2加入30路运营，30路配车数增加至32部。[25]
- 2024年10月31日，因南环高架桥施工，自该日起30路往曾林村方向临时取消停靠泉州经贸学院站。
- 2024年11月1日，因优化调整，自该日起30路更名为旅游3路，并更换为23部大金龙XMQ6870AGBEVL型空调电动巴士，原配13部XMQ6802AGBEVL2退至K7路，13部XML6855JEVW0C退至6路、39路、K501路。保留3部XML6855JEVW0C及XMQ6802AGBEVL2，配车数由32部降为29部，其它不变。[26]

## 站点
| 路线 | 路线 | 路线 | 所在地区、街道 | 所在地区、街道 | 站点名           | 备注                    |
| ---- | ---- | ---- | -------------- | -------------- | ---------------- | ----------------------- |
|      |      |      | 鲤城区         | 古龙路         | 曾林村           | 日班起讫站              |
|      |      |      | 鲤城区         | 古龙路         | 大乡村           |                         |
|      |      |      | 鲤城区         | 古龙路         | 坑头村           |                         |
|      |      |      | 鲤城区         | 古龙路         | 赤土村           | 原名 鸿星尔克           |
|      |      |      | 鲤城区         | 元福路         | 元福路口         |                         |
|      |      |      | 鲤城区         | 南环路         | 赤土村口         |                         |
|      |      |      | 鲤城区         | 南环路         | 泉州经贸学院     | ↓ 夜班起讫站            |
|      |      |      | 鲤城区         | 南环路         | 高新科技园       | ↓                       |
|      |      |      | 鲤城区         | 笋江路         | 市中医院         | 原名 笋江路西段         |
|      |      |      | 鲤城区         | 笋江路         | 笋江路中段       |                         |
|      |      |      | 鲤城区         | 笋江路         | 笋江路东段       |                         |
|      |      |      | 鲤城区         | 笋江路         | 三千坛           |                         |
|      |      |      | 鲤城区         | 新门街         | 蔬菜公司         |                         |
|      |      |      | 鲤城区         | 新门街         | 甲第巷口         |                         |
|      |      |      | 鲤城区         | 新门街         | 新门菜市         |                         |
|      |      |      | 鲤城区         | 壕沟墘         | 鲤城区政府       |                         |
|      |      |      | 鲤城区         | 打锡街         | 打锡街           | ↑                       |
|      |      |      | 鲤城区         | 九一街         | 九一街           |                         |
|      |      |      | 丰泽区         | 丰泽街         | 儿童医院         |                         |
|      |      |      | 丰泽区         | 丰泽街         | 明湖路口         | 原名 泰和兴业           |
|      |      |      | 丰泽区         | 丰泽街         | 人民医院         | 人民保险                |
|      |      |      | 丰泽区         | 丰泽街         | 公交大厦         |                         |
|      |      |      | 丰泽区         | 坪山路         | 云谷山兜         |                         |
|      |      |      | 丰泽区         | 坪山路         | 泉州农校         |                         |
|      |      |      | 丰泽区         | 坪山路         | 云谷工业区       |                         |
|      |      |      | 丰泽区         | 坪山路         | 妙云街口         | 原名 丰泽区行政服务中心 |
|      |      |      | 丰泽区         | 坪山路         | 客运中心站东门   |                         |
|      |      |      | 丰泽区         | 坪山路         | 坪山路南段       |                         |
|      |      |      | 丰泽区         | 坪山路         | 宝洲街口         | 原名 丰泽客运站         |
|      |      |      | 丰泽区         | 宝洲街         | 宝洲花园         |                         |
|      |      |      | 丰泽区         | 云鹿路         | 董埭路口         | 原名 雷克科技园         |
|      |      |      | 丰泽区         | 通港西街       | 现代广场         | 原名 坂头               |
|      |      |      | 丰泽区         | 通港西街       | 真武庙           | 原名 东海街道办事处     |
|      |      |      | 丰泽区         | 通港西街       | 黎明大学         |                         |
|      |      |      | 丰泽区         | 通港西街       | 宝珊花园         |                         |
|      |      |      | 丰泽区         | 通港西街       | 法坊路口         | 原名 筑路机厂           |
|      |      |      | 丰泽区         | 通港西街       | 霞露口           |                         |
|      |      |      | 丰泽区         | 东海大街       | 东海滨城         |                         |
|      |      |      | 丰泽区         | 东海大街       | 医大二院东海院区 | 原名 东海大街西段       |
|      |      |      | 丰泽区         | 东海大街       | 东海大街中段     |                         |
|      |      |      | 丰泽区         | 东海大街       | 东海大街东段     |                         |
|      |      |      | 丰泽区         | 东海大街       | 泉州师院         |                         |
|      |      |      | 丰泽区         | 滨海街         | 东海大街口       | 原名 滨海街西二段       |
|      |      |      | 丰泽区         | 府西路         | 府西路           |                         |
|      |      |      | 丰泽区         | 海星街         | 泉州行政中心     |                         |
|      |      |      | 丰泽区         | 海星街         | 晋光小学东海校区 | 原名 海星街东段         |
|      |      |      | 丰泽区         | 丰海路         | 滨海公园和敏中心 | 原名 滨海公园大兴街     |
|      |      |      | 丰泽区         | 丰海路         | 大兴街口         |                         |
|      |      |      | 丰泽区         | 丰海路         | 滨海公园府西路   |                         |
|      |      |      | 丰泽区         | 丰海路         | 滨海公园泉海路   |                         |
|      |      |      | 丰泽区         | 丰海路         | 滨海公园滨海街   |                         |
|      |      |      | 丰泽区         | 丰海路         | 滨海街口         |                         |
|      |      |      | 丰泽区         | 东宏路         | 东宏路首末站     | 起讫站                  |

## 票价
旅游3路计价方式为一票制，票价¥1.0
- 泉通卡普通卡9折，月票卡、敬老卡、爱心卡优惠功能有效
- 可使用泉城通APP及支付宝、云闪付、微信乘车码支付

## 配车
旅游3路配车数总计29部，其中：
- 大金龙XMQ6870AGBEVL  23部
- 金旅XML6855JEVW0C  3部
- 大金龙XMQ6802AGBEVL2 3部

- 亚星JS6770H
（2004.8 - 2006.8）
- 亚星JS6880C93H
（2007.11 - 2008.12）
- 大金龙XMQ6106G
（2009.1 - 2016.11）
- 金旅XML6105JHEV85CN
（2016.11 - 2018.1）
- 福达FZ6106UF63
（2016.11 - 2017.11）
- 大金龙XMQ6850AGBEVL
（2017.11 - 2018.1）
- 大金龙XMQ6802AGBEVL2
（2018.10 - 2018.12 / 2023.11 - ）
- 金旅XML6855JEVW0C
（2018.1 - ）
- 大金龙XMQ6870AGBEVL
（2024.11 - ）

## 相关
- 泉州公交线路列表
- 泉州公交29路